# Вашадзе, Георгий
Георгий Вашадзе (груз. გიორგი ვაშაძე; родился 8 июля 1981) — грузинский политик и член Парламента Грузии. Он был включен в партийные списки Единого Национального Движения в Октябре 2012 года.
Он также является членом фракции Единого Национального Движения, заместителем председателя Комитета по бюджету и финансам, член Комитета по вопросам Образования, Науки и Культуры, членом Комиссии по вопросам имплементации Качества и Внутренних контрольных процедур Аудита, Финансов и Экономики, Юридической и организационной деятельности Государственной контрольной службы. Георгий Вашадзе является учредителем Фонда Инноваций и Развития.

## Карьера (Коротко)
С 2005 года он принимал активное участие в программах Министерства юстиции Грузии и успешно реализовал ряд проектов. Как заявил глава Агентства гражданского реестра (Грузия, 2006—2010), Георгий Вашадзе инициировал и внедрил введение биометрических паспортов, удостоверений личности, цифровую подпись, личный портал my.gov.ge, развитие Единого демографического реестра, визуального распознавания, ускорение услуг, удаленные сервисы (онлайн, позвоните из дому), проект Детские книги и т. д. Все эти программы и проекты имели решающее значение для улучшения услуг, а также эффективной ликвидации коррупции и повышения международного авторитета Грузии.
Георгий Вашадзе будучи заместителем Министра юстиции курировал создание Общественного сервисного центр (Дома Юстиции) (2011). Концепция основывалась на принципе «Все в одном месте». Проект Общественных сервисных центров был признан самой успешной реформой Грузии 2011 года. За последние годы, Грузия вышла на лидирующие места в рейтингах Всемирного банка, Европейского банка реконструкции и развития (ЕБРР) и Transparency International (TI).
Есть несколько выдающихся инициатив Георгий Вашадзе, которые были или сейчас успешно реализуются. Проект «Электронное здравоохранение» (2011) направлен на разработку системы, которая способствовала бы простому и удобному предоставлению услуг здравоохранения. Проект «eLocal управление» (2011), направлен на разработку решения, которое бы пилотировало электронную систему управления в органах местного самоуправления. Целью программы «Деревенский Дом» (2012) была разработка решения, которое способствовало бы простому и удобному предоставлению услуг по здравоохранению.
Создание Фонда компьютерной грамотности было одним из самых успешных мероприятий Георгия Вашадзе. Проект направлен на создание центров, оснащенных основной технологической инфраструктурой и управлялся квалифицированным персоналом в целях обеспечения образовательной и культурной среды для сельского населения Грузии.

## Проекты и инициативы

### Антикоррупционные реформы на Украине (2014 — настоящее время)
В рамках деятельности Фонда инноваций и развития, Георгий Вашадзе активно участвует в антикоррупционных реформах, происходящих на Украине. Общей целью реформ является поддержка развития Украины как гражданино-ориентированной, демократической и независимой страны, интегрированной в Европейский Союз. Цели следующие: модернизация государственных услуг, развитие системы электронных тендеров, создание модельных отделов по борьбе с коррупцией в правоохранительных органах, а также модернизации налоговых служб. Один из проектов, направленных на развитие интеллектуальных государственных услуг на Украине был одобрен и вступил в начальную фазу реализации. В результате будет создана модель Государственного Центра предоставления услуг, на основе грузинской передовой практики (более подбробно см. ниже Государственные сервисные Центры). Общей целью Фонда инноваций и развития является поддержка расширения возможностей инновационного потенциала, устойчивого развития стран и их интеграции в мировое общество знаний; инициирование инновационных проектов и поддержка стартапов и поддержку гражданских и проектов по электронной демократии.

### Государственные Центры предоставления услуг (Дом Юстиции)(2011)
Концепция обслуживания Государственных центров предоставления услуг основана на принципе «все в одном месте». Проект направлен на развитие государственных смарт-услуг в Грузии. Это подразумевает создание пространства, которое объединит все государственные услуги и тем самым даст возможность любому гражданину Грузии, получить все необходимые документы и связанные с этим услуги мгновенно и в одном месте. В результате проекта в течение 1,5 лет были открыты 12 Государственных центров предоставления услуг в различных регионах страны. Государственные центры предоставления услуг объединили 300 видов услуг. Их атмосфера ориентирована исключительно на легкость и комфорт.
В Государственном центре предоставления услуг работает JUSTcafe, уютное кафе, которое позволяет клиентам заказать напитки и еду во время пользования услугами. Операторы Сервисных Центров помогают клиентам в любом вопросе (удостоверения личности, паспорта, фотографии и т. д.)
В Центре предоставления услуг в Тбилиси также планируется Just Drive. Идея состоит в том, что потребитель может получить паспорт, свидетельство о рождении и другие документы не посещая здание, к тому же, оставаясь в машине, на прилегающей к территории Государственного центра предоставления услуг, у окна Just Drive.
Проект Государственных центров предоставления услуг был признан самой успешной реформой Грузии 2011 года. За последние годы Грузия вышла на лидирующие места в рейтингах Всемирного банка, Европейского банка реконструкции и развития (ЕБРР) и Transparency International (TI). Отчеты размещают Грузию на следующих позициях: # 1 реформатор за последние 8 лет (Всемирный банк, 2014), 1-е место по регистрации собственности (World Bank, 2014), 8-е место по простоте открытия бизнеса (World Bank, 2014), 8-е место по легкости ведения бизнеса (World Bank, 2014), 1-е место по выдаче официальных документов (Жизнь в переходный период, ЕБРР), 2-е место по эффективному предоставлению обслуживания (Жизнь в переходный период, ЕБРР) и т. д.

### Фонд компьютерной грамотности (2012)
Георгий Вашадзе является одним из основных инициаторов создания Фонда компьютерной грамотности, который был основан в мае 2012 года. Среди учредителей были различные государственные учреждения, бизнес-компании, университеты и неправительственные организации. Глобальной целью фонда является обеспечение социального и экономического благосостояния через расширение доступа к области высоких технологий и электронных услуг. Первым крупным проектом Фонда компьютерной грамотности был «Центры знаний в 300 грузинских селах». Проект направлен на создание центров, оснащенных основной технологической инфраструктурой, возглавляемых подготовленным персоналом в целях обеспечения образовательной и культурной среды для сельского населения Грузии. Для этой цели были выбраны 300 крупных сел, 600 человек были набраны и обучены, основное технологическое оборудование было закуплено и распределено через центры. Проект оказался стадильным — 250 Центров знаний в настоящее время работают в различных частях Грузии, без внешней финансовой поддержки, независимо и эффективно.

### Цифровая подпись (2012)
Инициатива направлена на разработку и реализацию цифровых подписей в Грузии. В результате, высоконадежная, гибкая и технологически сложная система была введена, позволяя любому владельцу удостоверения личности удаленно и безопасно подписывать документы в электронном виде. Цифровая подпись утилизирует стандартные алгоритмы шифрования, состоящие из трех основных компонентов: секретный ключ (запись на личный ID Card), открытый ключ (могут быть приобретены любым гражданином) и цифровой сертификат (включает в себя личные данные, открытый ключ и техническую информацию).

### ID Карточки (удостоверения личности) (2011)
Проект направлен на реализацию ID карточной системы в Грузии. Цель состояла в том, чтобы ввести карточку с высокой степенью надежности и технологическими особенностями. ID карточка разрешает не только идентификацию личности удаленно через Интернет и электронную подпись документов, но и включает в себя функции для интеграции различных других типов карт и, таким образом позволяет её использование для различных целей (например, финансовые операции). Проект был завершен в 2011 году, связанные услуги также модернизированы -. Процесс приобретения удостоверения личности легок и удобен (временные рамки составляют от 1 до 10 дней).

### Деревенские Дома (2012)
Программа направлена на то, чтобы открыть доступ к государственным услугам для сельского населения Грузии. Для этой цели были созданы Деревенские Дома в различных частях страны. Деревенские дома объединили офисы местного самоуправления, ветви Министерства юстиции, представителей гражданского и публичного реестра, нотариальных и банковских услуг.

### Личный портал — MY.GOV.GE (2011)
Проект my.gov.ge подразумевает развитие онлайновой платформы, которая позволит клиентам иметь все государственные услуги в одном виртуальном пространстве. Он обеспечивает доступ к более чем 70 услугам, включая те, которые касаются личных документов (паспорт, сертификаты и т. д.), имущества, социального обслуживания, здравоохранения и бизнеса, а также счетов за коммунальные услуги, штрафов и т. д. Доступ к порталу возможен через ID карту и учетные данные, которые можно приобрести в Государственных центрах предоставления услуг.

### Электронная система здравоохранения (2011)
Проект направлен на разработку решения, которое будет способствовать простому и удобному предоставлению услуг здравоохранения. Целью была разработка совместимых информационных систем медицинских записей и создания наиболее эффективных и действенных бизнес-процессов. Конечная цель проекта состояла в том, чтобы позволить каждому гражданину, получить легкий личный, безопасный доступ к больнице, лабораторным и другим видам медицинских услуг через ID-карты.

### Электронное местное самоуправление (2011)
Проект предполагает пилотирование электронной системы управления в органах местного самоуправления. Система поддерживает эффективную связь между местными территориальными органами и государственными учреждениями, предоставляя доступ к данным, которые надежно хранятся в базах данных центрального правительства. Таким образом, процесс принятия решений и, соответственно, предоставления услуги гражданам стал более эффективным и действенным. Среди основных достижений — внедрение механизмов улучшения качества обслуживания, минимизация обслуживания во временных рамках, и снижение эксплуатационных и человеческих расходов ресурсов. Конечная цель проекта заключается в поддержке прозрачности и стандартизации процессов в органах местного самоуправления, а также их гармонизации с законодательной базой страны.

### Введение биометрических паспортов (2010)
Проект, направленный на введение биометрических паспортов в Грузии был начат и управлялся Георгием Вашадзе, заместителем министра юстиции Грузии и руководителя регистрации актов гражданского состояния, в 2009—2010 гг. Введение биометрической паспортной системы было одним из основных вопросов, рекомендованных для Соглашения между Европейским Союзом и Грузией об упрощении выдачи виз (25.02.2011, 22011A0225 (02)). В результате проекта, грузинская паспортная система была полностью модернизирована на базе европейских стандартов, которые впоследствии упростило путешествие по всей Европе для граждан Грузии. Биометрический паспорт является документом, удостоверяющим личность европейского типа, в котором хранятся основные личные данные, включая электронное фото и отпечатки пальцев. Это действительный и надежный документ, без возможности подделки. Проект предполагает модернизацию сопутствующих услуг, а также — весь процесс приобретения паспорта был упрощен, позволяя гражданам Грузии приобрести паспорт в любое подходящее время (от 1 до 10 дней).

### Реформа системы Гражданского Реестра (с 2005)
Агентство гражданской регистрации Министерства юстиции Грузии, возглавляемое Георгием Вашадзе, успешно завершило несколько важных реформ. В результате, граждане Грузии пользуются упрощенными, быстрыми и качественными услугами, а также дружелюбной атмосферой и новыми продуктами в офисах Агентств. Агентство гражданской регистрации объединило все информационные данные граждан Грузии, и проживающих в стране и за рубежом и, таким образом, создало единый демографический реестр.
Среди основных важнейших достижений гражданского реестра является модернизация бизнес-процессов, устранение коррупции, внедрение биометрических паспортов (см. выше), удостоверения личности (см. выше), цифровая подпись (см. выше), визуальное распознавания, ускоренные услуги и т. д. Доступ к услугам был усилен и упрощен — для граждан за пределами страны существует возможность приобрести различные документы (паспорт, апостиль, легализацию и т. д.) дистанционно, через Интернет (например, Skype), услуга также предоставляется непосредственно у себя дома, и те, кто ограничены во времени может получить услугу в течение очень короткого периода времени (например, 15 минут, несколько часов, один день и т. д.).
Агентство инициировало проект Детские книги, который была направлен на информирование родителей о развитии детей, напоминая о самых важных этапах регулярно через SMS.

## Образование
Образовательная база включает Гарвардскую школу бизнеса, две степени в области государственного управления (Грузинский технический университет) и юридическое образование в Тбилисском государственном университете.

## Награды
- Президентский орден «Сияние» (Грузия, 2011)[13]